# Descrizione definita
Le descrizioni definite sono sintagmi nominali formati dall'articolo determinativo singolare seguito da un nome comune semplice o complesso. Esempi: "lo studente", "il fratello di Ada", "il fiume che attraversa Pisa".
Nell'ambito della filosofia del linguaggio, Gottlob Frege le considera termini singolari, come anche i nomi propri. I termini singolari sono infatti quei sintagmi che si riferiscono ad un oggetto specifico del mondo.